# Salvador Cabañas
Salvador Cabañas Ortega (* 5. August 1980 in Itauguá) ist ein ehemaliger paraguayischer Fußballspieler. In den 2000er Jahren war er einer der besten Stürmer seines Landes und wurde 2007 als paraguayischer und südamerikanischer Fußballer des Jahres ausgezeichnet. Nach einem Kopfschuss im Jahr 2010 konnte er nicht mehr an alte Leistungen anknüpfen.

## Karriere

### Verein
In der Jugend spielte Cabañas, Sohn des ehemaligen Fußballprofis Dionisio Cabañas, noch im offensiven Mittelfeld, später wurde er zum echten Stürmer. In seiner Heimat blieb er bei den Vereinen Club 12 de Octubre aus Itauguá und Club Guaraní eher unauffällig. 2001 wechselte er ins Ausland und erzielte beim chilenischen Hauptstadtclub Audax Italiano bis 2003 in 53 Ligaeinsätzen 29 Tore. 2003 wurde er mit 18 Toren Torschützenkönig der chilenischen Apertura. Sein endgültiger Durchbruch kam 2003 mit seinem Wechsel in die Primera División Mexikos. Bei den Jaguares de Chiapas wurde er in drei Jahren zu einem der gefährlichsten Torjäger der Liga und schoss in 98 Spielen 59 Tore. 2006 wurde er mit elf Toren in 17 Spielen zusammen mit Sebastián Abreu Torschützenkönig der Clausura. Im gleichen Jahr wechselte er zum Champions-Cup-Sieger und mexikanischen Rekordmeister Club América aus Mexiko-Stadt. Hier setzte er in den folgenden Jahren seine guten Leistungen fort und erzielte bis 2010 in 113 Ligaspielen 61 Tore. 2007 und 2008 wurde er mit zehn bzw. acht Toren jeweils Torschützenkönig des südamerikanischen Kontinentalwettbewerbs Copa Libertadores. 2007 war er hinter dem Kongolesen Trésor Mputu Mabi der zweitbeste Welttorjäger des Kalenderjahres. Seine Leistungen bei Club América brachten ihm im gleichen Jahr auch die Auszeichnung zum Fußballer des Jahres Paraguays sowie des gesamten südamerikanischen Kontinents ein.
Am 25. Januar 2010 wurde bekannt, dass ihm in einer Bar im Süden von Mexiko-Stadt gegen fünf Uhr morgens (Ortszeit) auf der Toilette von einem Kriminellen namens José Jorge Balderas (Spitzname J.J.) in den Kopf geschossen wurde. Er erlitt dabei lebensgefährliche Verletzungen und verbrachte mehr als drei Wochen auf der Intensivstation, davon eine Woche im Koma. Bis heute steckt die Kugel in seinem Kopf. Der Täter wurde 2011 inhaftiert und 2019 zu 20 Jahren Haft verurteilt.
Nach einer rund 18-monatigen Zwangspause gab er am 11. August 2011 sein Comeback in einem Benefizspiel seines Vereins Club América gegen die Nationalmannschaft Paraguays. Dabei spielte er je neun Minuten für beide Teams. Anfang 2012 unterzeichnete er einen Einjahresvertrag beim zu dieser Zeit in der dritten paraguayischen Liga spielenden Verein Club 12 de Octubre, bei dem er bereits seine Karriere begonnen hatte. Im April desselben Jahres stand er erstmals wieder in einem Wettbewerbsspiel auf dem Platz. Er blieb weit entfernt von einstiger Leistungsstärke, kam jedoch in 14 Ligaspielen zum Einsatz. Ein Tor gelang ihm dabei nicht. Auch im Jahr 2014 trainierte er beim Club 12 de Octubre, wurde jedoch wegen seiner Formschwäche nicht für den Spielbetrieb berücksichtigt.
Im März 2014 unterschrieb er beim viertklassigen Verein Tanabi EC in São Paulo einen Vertrag ab dem 1. April 2014. In Brasilien war man aufgrund von TV-Berichten zu seiner Beschäftigung in der elterlichen Bäckerei auf ihn aufmerksam geworden, weshalb man sich bei der dortigen Vereinsführung dazu entschloss, ihm einen Neuanfang im Fußball zu ermöglichen. Ende Mai 2014 erklärte er seinen Rücktritt.
Nach dem Attentat hat Cabañas sein Vermögen nach eigenen Angaben an seine Ex-Frau María Lorgia Alonso, die mit den beiden gemeinsamen Kindern Santiago und Mía Ivonne im ehemals gemeinsamen, auf einen Wert von rund fünf Millionen US-Dollar geschätzten Anwesen in Asunción wohnen blieb, und seinen Anwalt verloren. Cabañas war daher neben der Fußballkarriere auf die Mitarbeit in der elterlichen Bäckerei angewiesen. Nach dem Ende seiner Karriere absolvierte er einen Kurs zum Fußballtrainer.

### Nationalmannschaft
Cabañas stand bereits 1999 in der Junioren-Auswahl seines Landes bei der Junioren-WM-Endrunde, bei der Paraguay trotz einer 0:4-Niederlage gegen Deutschland das Achtelfinale erreichte, während die deutsche Mannschaft in der Vorrunde ausschied. 2003 absolvierte er erste Länderspiele für die A-Nationalmannschaft. Ab 2005 gehörte er fest zur Mannschaft und wurde in sieben Qualifikationsspielen zur Fußball-Weltmeisterschaft 2006 in Deutschland eingesetzt, wobei ihm ein Tor gegen Ecuador gelang. Obwohl er im WM-Aufgebot Paraguays mit nach Deutschland fuhr, kam er im unter anderem mit den Bundesligaspielern Roque Santa Cruz und Nelson Valdez hochklassig besetzten Sturm seines Landes nicht zum Einsatz. Bei der Copa América 2007 erzielte er als Stammspieler drei Turniertore und erreichte mit Paraguay das Viertelfinale. Cabañas war fester Bestandteil der paraguayischen Nationalmannschaft während der Qualifikation für die Fußball-Weltmeisterschaft 2010 in Südafrika und mit sechs Toren in 15 Spielen erfolgreichster Torschütze seines Landes. Sein letztes Länderspiel vor dem Attentat war zugleich das letzte Qualifikationsspiel Paraguays, das 0:2 gegen Kolumbien verloren ging. Die Auswahl war schon vor diesem Spiel sicher für die Endrunde qualifiziert. Insgesamt absolvierte Cabañas 44 Länderspiele, in denen er zehn Tore erzielte.

## Erfolge

### Mannschaft
- Chiapas Cup 2003, 2005 (mit den Jaguares)
- InterLiga 2008 (mit Club América)

### Persönliche Auszeichnungen
- Paraguayischer Fußballer des Jahres 2007
- Südamerikas Fußballer des Jahres 2007
- Torschützenkönig der chilenischen Apertura 2003
- Torschützenkönig der mexikanischen Clausura 2006
- Torschützenkönig der Copa Libertadores 2007 und 2008
- Goldener Ball als Bester Stürmer der mexikanischen Clausura 2008[16]